# Temporada 2022 de la Copa Racer
La temporada 2022 de la Copa Racer fue la segunda temporada de esta competición, en la que estrenó nomenclatura y se devinculó del Racing Weekend de la RFEDA. Comenzó en el Circuit de Catalunya el 2 de abril y finalizó el 23 de octubre en el Circuito de Navarra. Tras un gran duelo durante la temporada con la dupla Tony Albacete y Rafa Muncharaz, Álvaro Rodríguez Sastre y Nacho Rodríguez se hicieron con el campeonato en la última ronda, mientras que Miguel Tobar, ganó el trofeo como mejor rookie dedicado a la memoria de su hijo.

## Novedades del campeonato
- Nueva denominación oficial.
- Nuevo formato de fin de semana con la opción de disputar 2 sesiones de entrenamientos cronometrados en lugar de una y 3 carreras en lugar de dos. (Sólo usado en la primera ronda)
- Se introducen las salidas en parado.
- Se introduce una clasificación final por equipos técnicos, donde puntuarán los dos coches mejor clasificados de cada uno.

## Escuderías y pilotos
| Equipos técnicos        | N.º | Piloto                   | Rondas |
| ----------------------- | --- | ------------------------ | ------ |
| Lurauto Motorsport      | 3   | Luís Chillida            | Todas  |
| Lurauto Motorsport      | 15  | Asi Goros                | Todas  |
| Lurauto Motorsport      | 24  | Carlos González          | Todas  |
| Lurauto Motorsport      | 24  | Ander Ramos              | Todas  |
| Lurauto Motorsport      | 25  | Ibon Artola (ST)         | Todas  |
| Lurauto Motorsport      | 25  | Álex Artola (ST)         | Todas  |
| Lurauto Motorsport      | 28  | Rafa Valdés              | Todas  |
| Lurauto Motorsport      | 28  | Jonathan Gómez           | 4-5    |
| Lurauto Motorsport      | 98  | Miguel Tobar (ST)        | Todas  |
| E2P Racing              | 4   | Joanna Gruau             | 2, 4-5 |
| E2P Racing              | 4   | Phil Gruau               | 2      |
| E2P Racing              | 4   | Alba Cano                | 4      |
| E2P Racing              | 4   | Carlos Esteban           | 5      |
| E2P Racing              | 6   | Marc Gruau               | Todas  |
| E2P Racing              | 6   | Alex Gruau               | Todas  |
| E2P Racing              | 7   | Julio Fernández (ST)     | 1-4    |
| E2P Racing              | 7   | Carlos Bachofer (ST)     | 1      |
| E2P Racing              | 7   | Philippe Fèvre           | 2      |
| E2P Racing              | 7   | Phil Gruau               | 4      |
| E2P Racing              | 8   | Kosta Kanaroglou         | 1      |
| E2P Racing              | 17  | Javier Escobar           | Todas  |
| E2P Racing              | 17  | Paloma Escobar (ST)      | Todas  |
| E2P Racing              | 27  | Rafa Muncharaz           | Todas  |
| E2P Racing              | 27  | Antonio Albacete Jr.     | Todas  |
| E2P Racing              | 37  | Cata Burguera            | 5      |
| E2P Racing              | 55  | Paco Gastañaga           | 4      |
| E2P Racing              | 55  | Carlos Esteban           | 4      |
| RGB Nebrija Racing Team | 9   | Óscar Aparicio           | 1-3    |
| RGB Nebrija Racing Team | 9   | Francisco Braco (ST)     | 3      |
| RGB Nebrija Racing Team | 22  | Dani García              | 1-3    |
| PRM Racing              | 9   | Óscar Aparicio           | 4      |
| PRM Racing              | 77  | Víctor de Aldama (ST)    | 1-2    |
| PRM Racing              | 77  | Pablo de Castro (ST)     | 1      |
| PRM Racing              | 77  | Félix Aparicio           | 2-3    |
| PRM Racing              | 99  | Javier Serrano (ST)      | Todas  |
| PRM Racing              | 99  | César Moreno (ST)        | Todas  |
| Aviastec Racing         | 14  | Álvaro Rodríguez         | Todas  |
| Aviastec Racing         | 14  | Nacho Rodríguez          | Todas  |
| Paradinas Motorsport    | 44  | Alejandro Romero         | Todas  |
| Recuenco Team           | 64  | Luis Recuenco            | 3      |
| Overcar                 | 66  | Álvaro Vela              | 1-2, 5 |
| Overcar                 | 66  | Sebastián Villadary (ST) | 1      |
| Overcar                 | 66  | Ángel Rodríguez          | 2, 5   |

| Escudería          | N.º                | Piloto               |
| ------------------ | ------------------ | -------------------- |
| Lurauto Motorsport |                    |                      |
| 2                  | Miguel Tobar       |                      |
| 3                  | Luis Chillida      |                      |
| 3                  | Asi Goros          |                      |
| 3                  | Mikel Chillida     |                      |
| Recuenco Team      | 5                  | Luis Recuenco        |
| PRM Racing         |                    |                      |
| 6                  | Alejandro Barambio |                      |
| 7                  | Félix Aparicio     |                      |
| 7                  | Víctor de Aldama   |                      |
| 8                  | Javier Serrano     |                      |
| 8                  | César Moreno       |                      |
| 9                  | Óscar Aparicio     |                      |
| 9                  | Francisco Braco    |                      |
| E2P Racing         | 12                 | Cata Burguera        |
| E2P Racing         | 12                 | Pablo Burguera       |
| E2P Racing         | 16                 | Antonio Albacete Jr. |
| E2P Racing         | 16                 | Rafa Muncharaz       |
| E2P Racing         | 17                 | Paloma Escobar       |
| E2P Racing         | 17                 | Joanna Gruau         |
| E2P Racing         | 17                 | Fidel Castillo       |
| E2P Racing         | 100                | Marc Gruau           |
| E2P Racing         | 100                | Álex Gruau           |

## Calendario
| Ronda | Ronda | Circuito                       | Fecha            | Acompaña a                               |
| ----- | ----- | ------------------------------ | ---------------- | ---------------------------------------- |
| 1     | C1    | Circuit de Barcelona-Catalunya | 3 de abril       | Espíritu de Montjuïc                     |
| 1     | C2    | Circuit de Barcelona-Catalunya | 3 de abril       | Espíritu de Montjuïc                     |
| 1     | C3    | Circuit de Barcelona-Catalunya | 3 de abril       | Espíritu de Montjuïc                     |
| 2     | C1    | Autódromo do Estoril           | 1 de mayo        | International GT Open + Eurofórmula Open |
| 2     | C2    | Autódromo do Estoril           | 1 de mayo        | International GT Open + Eurofórmula Open |
| 3     | C1    | Circuito Ricardo Tormo         | 19 de junio      | GT3 Cup Portugal                         |
| 3     | C2    | Circuito Ricardo Tormo         | 19 de junio      | GT3 Cup Portugal                         |
| 4     | C1    | Circuito de Jerez              | 18 de septiembre | GT-CER                                   |
| 4     | C2    | Circuito de Jerez              | 18 de septiembre | GT-CER                                   |
| 5     | C1    | Circuito de Navarra            | 23 de octubre    | GT-CER + Historic Endurance + HGPCA      |
| 5     | C2    | Circuito de Navarra            | 23 de octubre    | GT-CER + Historic Endurance + HGPCA      |
| NP    | SS100 | Circuito de Navarra            | 17 de diciembre  |                                          |

- La ronda 5 iba a disputarse originalmente en el Circuito del Jarama junto al evento de clásicos Espíritu del Jarama, tras la cancelación de éste se decide cambiarla por el Circuito de Navarra.[4]

## Resultados

### Campeonato de pilotos
- Sistema de puntuación:

| Posición | 1º | 2º | 3º | 4º | 5º | 6º | 7º | 8º | 9º | 10º | 11º | 12º | 13º | 14º | 15º |
| -------- | -- | -- | -- | -- | -- | -- | -- | -- | -- | --- | --- | --- | --- | --- | --- |
| Puntos   | 25 | 22 | 20 | 18 | 16 | 14 | 12 | 10 | 8  | 6   | 5   | 4   | 3   | 2   | 1   |

En caso de tres carreras por evento, se promedia el resultado de cada coche en las dos primeras (carreras sprint) para otorgar dos puntuaciones por evento, una para las sprint y otra para la carrera larga.
- Resultados:

| Pos.                                      | Piloto               | CAT | CAT | CAT | EST | EST | CRT | CRT | JER | JER | NAV | NAV |       | SS100 |  | Ptos. |
| ----------------------------------------- | -------------------- | --- | --- | --- | --- | --- | --- | --- | --- | --- | --- | --- | ----- | ----- |  | ----- |
| 1                                         | Álvaro Rodríguez     | 8   |     | 1   | 5   | 5   | 2   | 3   | 2   | 10  | 1   | 4   |       | 192   |  |       |
| 1                                         | Nacho Rodríguez      |     | 1   | 1   | 5   | 5   | 2   | 3   | 2   | 10  | 1   | 4   |       | 192   |  |       |
| 2                                         | Antonio Albacete Jr. | 1   |     | 2   | 2   | 1   | 14  | 4   | 1   | 2   | Ret | 7   | 2     | 173   |  |       |
| 2                                         | Rafa Muncharaz       |     | 6   | 2   | 2   | 1   | 14  | 4   | 1   | 2   | Ret | 7   | 2     | 173   |  |       |
| 3                                         | Ander Ramos          | 2   |     | 3   | 1   | 6   | 17† | 5   | 3   | 4   | 4   | 2   |       | 173   |  |       |
| 3                                         | Carlos González      |     | 8   | 3   | 1   | 6   | 17† | 5   | 3   | 4   | 4   | 2   |       | 173   |  |       |
| 4                                         | Alejandro Romero     | 3   | 10  | 4   | 4   | 2   | 3   | 9   | 5   | 5   | 10  | 12  |       | 142   |  |       |
| 5                                         | Miguel Tobar         | 11  | 13  | 10  | 7   | 12  | 4   | 2   | 7   | 3   | 5   | 5   | Ret   | 129   |  |       |
| 6                                         | Asi Goros            | 12  | 16† | DNS | 3   | 4   | 8   | 6   | 4   | Ret | 2   | 6   | 4     | 116   |  |       |
| 7                                         | Luis Chillida        | 7   | 3   | 7   | 6   | Ret | 7   | 8   | 6   | 6   | 12  | 11  | 4     | 103   |  |       |
| 8                                         | Rafa Valdés          | 14  | 12  | 12  | 9   | 3   | 12  | 12  | 9   | 9   | 6   | 8   |       | 82    |  |       |
| 9                                         | Alex Gruau           | 5   |     | 5   | 8   | 15  | 6   | 14  | 11  | 11  | Ret | 3   | 7     | 79    |  |       |
| 9                                         | Marc Gruau           |     | 15  | 5   | 8   | 15  | 6   | 14  | 11  | 11  | Ret | 3   | 7     | 79    |  |       |
| 10                                        | Álvaro Vela          | 4   |     | 6   | WD  | WD  |     |     |     |     | 3   | 1   |       | 71    |  |       |
| 11                                        | Ibon Artola          | Ret |     | Ret | 13  | 8   | 10  | 11  | 8   | 7   | 9   | 13  |       | 57    |  |       |
| 11                                        | Álex Artola          |     | Ret | Ret | 13  | 8   | 10  | 11  | 8   | 7   | 9   | 13  |       | 57    |  |       |
| 12                                        | Javier Escobar       | 6   |     | 13  | 10  | 11  | 9   | 15  | Ret | 8   | 7   | 10  |       | 56    |  |       |
| 12                                        | Paloma Escobar       |     | 14  | 13  | 10  | 11  | 9   | 15  | Ret | 8   | 7   | 10  | 6     | 56    |  |       |
| 13                                        | Félix Aparicio       |     |     |     | WD  | WD  | 1   | 1   |     |     |     |     | 5     | 50    |  |       |
| 14                                        | Óscar Aparicio       | 10  | 7   | Ret | 12  | 14  | 16  | DNS | 10  | 1   |     |     | Ret   | 47    |  |       |
| 15                                        | César Moreno         |     | 11  | 11  | 14  | 9   | 11  | 13  | 14  | 13  | 8   | 9   | Ret   | 47    |  |       |
| 15                                        | Javier Serrano       | 15  |     | 11  | 14  | 9   | 11  | 13  | 14  | 13  | 8   | 9   | Ret   | 47    |  |       |
| 16                                        | Ángel Rodríguez      |     |     |     | WD  | WD  |     |     |     |     | 3   | 1   |       | 45    |  |       |
| 17                                        | Jonathan Gómez       |     |     |     |     |     |     |     | 9   | 9   | 6   | 8   |       | 40    |  |       |
| 18                                        | Dani García          | 16  | 4   | 8   | 11  | 7   | 15  | DNS |     |     |     |     |       | 32    |  |       |
| 19                                        | Julio Fernández      |     | 5   | Ret | 16  | 10  | 13  | 10  | 13  | 12  |     |     |       | 30    |  |       |
| 20                                        | Luis Recuenco        |     |     |     |     |     | 5   | 7   |     |     |     |     | 3     | 28    |  |       |
| 21                                        | Sebastián Villadary  |     | 9   | 6   |     |     |     |     |     |     |     |     |       | 26    |  |       |
| 22                                        | Kosta Kanaroglou     | 9   | 2   | 9   |     |     |     |     |     |     |     |     |       | 24    |  |       |
| 23                                        | Joanna Gruau         |     |     |     | 15  | 13  |     |     | 12  | 14  | 11  | Ret | 6     | 15    |  |       |
| 24                                        | Phil Gruau           |     |     |     | 15  | 13  |     |     | 13  | 12  |     |     |       | 11    |  |       |
| 25                                        | Carlos Bachofer      | 13  |     | Ret |     |     |     |     |     |     |     |     |       | 8     |  |       |
| 26                                        | Carlos Esteban       |     |     |     |     |     |     |     | 15  | 15  | 11  | Ret |       | 7     |  |       |
| 27                                        | Philippe Fèvre       |     |     |     | 16  | 10  |     |     |     |     |     |     |       | 6     |  |       |
| 28                                        | Alba Cano            |     |     |     |     |     |     |     | 12  | 14  |     |     |       | 6     |  |       |
| 30                                        | Cata Burguera        |     |     |     |     |     |     |     |     |     | 13  | 14  | Ret   | 5     |  |       |
| 30                                        | Paco Gastañaga       |     |     |     |     |     |     |     | 15  | 15  |     |     |       | 2     |  |       |
| 31                                        | Víctor de Aldama     | 17  |     | DNS | WD  | WD  |     |     |     |     |     |     | 5     | 0     |  |       |
| 31                                        | Pablo de Castro      |     | 17† | DNS |     |     |     |     |     |     |     |     |       | 0     |  |       |
|                                           | Francisco Braco      |     |     |     |     |     | PO  | PO  |     |     |     |     | Ret   |       |  |       |
| Sólo participaron en la San Silvestre 100 |                      |     |     |     |     |     |     |     |     |     |     |     |       |       |  |       |
|                                           | Alejandro Barambio   |     |     |     |     |     |     |     |     |     |     |     |       | 1     |  |       |
|                                           | Mikel Chillida       |     |     |     |     |     |     |     |     |     |     |     | 4     |       |  |       |
|                                           | Fidel Castillo       |     |     |     |     |     |     |     |     |     |     |     | 6     |       |  |       |
|                                           | Pablo Burguera       |     |     |     |     |     |     |     |     |     |     |     | Ret   |       |  |       |
| Pos.                                      | Piloto               | CAT | CAT | CAT | EST | EST | CRT | CRT | JER | JER | NAV | NAV | SS100 | Ptos. |  |       |

| Color     | Resultado                                                               |
| --------- | ----------------------------------------------------------------------- |
| Oro       | Ganador                                                                 |
| Plata     | 2.ª plaza                                                               |
| Bronce    | 3.ª plaza                                                               |
| Verde     | Finalizó en los puntos                                                  |
| Azul      | Finalizó sin puntos                                                     |
| Azul      | NC - No clasificado                                                     |
| Violeta   | Ret - No terminó (Carrera)                                              |
| Rojo      | DNQ - No se clasificó                                                   |
| Negro     | DSQ - Descalificado                                                     |
| Blanco    | DNS - No empezó (carrera)                                               |
| Blanco    | WD - Retirado (fin de semana)                                           |
| Blanco    | C - Carrera cancelada                                                   |
| Sin color | DNP - Inscrito pero no participó                                        |
| Sin color | INJ - Lesionado                                                         |
| Sin color | EX - Excluido                                                           |
| Estado    | Resultado                                                               |
| Negrita   | Pole position                                                           |
| Cursiva   | Vuelta rápida                                                           |
| †         | Abandona, pero clasifica al completar el porcentaje requerido para ello |

### Trofeo Sergio Tobar
- Sistema de puntuación:

| Posición | 1º | 2º | 3º | 4º | 5º | 6º | 7º | 8º | 9º | 10º | 11º | 12º | 13º | 14º | 15º |
| -------- | -- | -- | -- | -- | -- | -- | -- | -- | -- | --- | --- | --- | --- | --- | --- |
| Puntos   | 25 | 22 | 20 | 18 | 16 | 14 | 12 | 10 | 8  | 6   | 5   | 4   | 3   | 2   | 1   |

ST: En caso de dos vencedores, se otorga el trofeo a aquel que haya hecho la vuelta más rápida en carrera. Entre paréntesis, el resultado promediado del compañero no rookie.
- Resultados:

| Pos. | Piloto              | CAT | CAT | CAT | EST | EST | CRT | CRT | JER | JER | NAV | NAV | Ptos. |
| ---- | ------------------- | --- | --- | --- | --- | --- | --- | --- | --- | --- | --- | --- | ----- |
| 1    | Miguel Tobar        | 3   | 4   | 2   | 1   | 5   | 1   | 1   | 1   | 1   | 1   | 1   | 231   |
| 2    | César Moreno        |     | 3   | 3   | 4   | 2   | 4   | 4   | 4   | 5   | 3   | 3   | 186   |
| 2    | Javier Serrano      | 5   |     | 3   | 4   | 2   | 4   | 4   | 4   | 5   | 3   | 3   | 186   |
| 3    | Paloma Escobar      | (2) | 5   | 4   | 2   | 4   | 2   | 5   | Ret | 3   | 2   | 2   | 180   |
| 4    | Ibon Artola         | Ret |     | Ret | 3   | 1   | 3   | 3   | 2   | 2   | 4   | 4   | 165   |
| 4    | Álex Artola         |     | Ret | Ret | 3   | 1   | 3   | 3   | 2   | 2   | 4   | 4   | 165   |
| 5    | Julio Fernández     |     | 1   | Ret | 5   | 3   | 5   | 2   | 3   | 4   |     |     | 134   |
| 6    | Sebastián Villadary | (1) | 2   | 1   |     |     |     |     |     |     |     |     | 50    |
| 7    | Cata Burguera       |     |     |     |     |     |     |     |     |     | 5   | 5   | 32    |
| 8    | Carlos Bachofer     | 4   |     | Ret |     |     |     |     |     |     |     |     | 22    |
| 9    | Víctor de Aldama    | 6   |     | DNS | WD  | WD  |     |     |     |     |     |     | 14    |
| 9    | Pablo de Castro     |     | 6†  | DNS |     |     |     |     |     |     |     |     | 14    |
| Pos. | Piloto              | CAT | CAT | CAT | EST | EST | CRT | CRT | JER | JER | NAV | NAV | Ptos. |

### Trofeo Equipos Técnicos
- Sistema de puntuación:

| Posición | 1º | 2º | 3º | 4º | 5º | 6º | 7º | 8º | 9º | 10º |
| -------- | -- | -- | -- | -- | -- | -- | -- | -- | -- | --- |
| Puntos   | 22 | 18 | 16 | 14 | 12 | 10 | 8  | 6  | 4  | 2   |

Puntúan los 2 coches mejor clasificados de cada equipo técnico. El resto no bloquean.
- Resultados:

| Pos. | Equipo                  | CAT | CAT | CAT | EST | EST | CRT | CRT | JER | JER | NAV | NAV | Ptos. |
| ---- | ----------------------- | --- | --- | --- | --- | --- | --- | --- | --- | --- | --- | --- | ----- |
| 1    | Lurauto Motorsport      | 2   | 7   | 3   | 1   | 3   | 4   | 2   | 3   | 3   | 2   | 2   | 296   |
| 1    | Lurauto Motorsport      | 5   | 3   | 7   | 3   | 4   | 7   | 5   | 4   | 4   | 4   | 5   | 296   |
| 2    | E2P Racing              | 1   | 5   | 2   | 2   | 1   | 6   | 4   | 1   | 2   | 5   | 3   | 258   |
| 2    | E2P Racing              | 7   | 2   | 5   | 6   | 8   | 8   | 8   | 7   | 6   | 8   | 6   | 258   |
| 3    | Aviastec Racing         | 6   | 1   | 1   | 5   | 5   | 2   | 3   | 2   | 7   | 1   | 4   | 160   |
| 5    | PRM Racing              | 9   | 10  | 9   | 9   | 7   | 1   | 1   | 6   | 1   | 6   | 7   | 118   |
| 5    | PRM Racing              | 11  | 11† | DNS | WD  | WD  | 9   | 9   | 8   | 8   |     |     | 118   |
| 5    | Paradinas Motorsport    | 3   | 9   | 4   | 4   | 2   | 3   | 7   | 5   | 5   | 7   | 8   | 118   |
| 6    | Overcar                 | 4   | 8   | 6   |     |     |     |     |     |     | 3   | 1   | 56    |
| 7    | RGB Nebrija Racing Team | 8   | 4   | 8   | 7   | 6   | 10  | DNS |     |     |     |     | 46    |
| 7    | RGB Nebrija Racing Team | 10  | 6   | Ret | 8   | 9   | 11  | DNS |     |     |     |     | 46    |
| 8    | Recuenco Team           |     |     |     |     |     | 5   | 6   |     |     |     |     | 22    |
| Pos. | Equipo                  | CAT | CAT | CAT | EST | EST | CRT | CRT | JER | JER | NAV | NAV | Ptos. |